# Jean-Marie Petitclerc
Jean-Marie Petitclerc, né le 2 février 1953 à Thiberville (France), est un prêtre catholique salésien, polytechnicien, éducateur spécialisé, expert des questions d'éducation dans les zones sensibles, et écrivain.
Dans À la rencontre des jeunes... au puits de la Samaritaine (2007), il confie trois clés de compréhension de ses écrits et, peut-être, de son ministère. Ce qu'il appelle ses « sources d'inspiration » : son expérience pastorale elle-même, celle d'éducateur et de prêtre ; Jean Bosco, qu'il qualifie d'initiateur de la démarche du « aller vers », par opposition à celle du « faire venir » et Guy Lafon, qu'il a eu comme professeur à l'Institut catholique de Paris et qu'il affirme être son initiateur à la lecture et à l'interprétation des textes bibliques.

## Biographie
Élevé dans une famille de médecins en Normandie, Jean-Marie Petitclerc étudie au Lycée Privé Sainte-Geneviève puis intègre l'École polytechnique en 1971. À sa sortie en 1974, il hésite entre engagement religieux et politique. Très sportif, il est hospitalisé à cause d'une pratique trop intensive de l’athlétisme. Cloué sur un lit d'hôpital pendant 18 mois, il renonce à la politique.
Par hasard, il tombe sur une biographie de Jean Bosco, fondateur des Salésiens. Cette période de réflexion lui permet de choisir une nouvelle voie, celle tracée par ce dernier. Devenu prêtre salésien, il suit une formation d'éducateur spécialisé et fonde un club de prévention spécialisée à Chanteloup-les-Vignes. En 1984, il est nommé directeur d'un foyer d'action éducative « habilité justice », le foyer Père-Robert à Épron dans le Calvados, qui accueille des mineurs confiés par des magistrats. Il est rappelé à Chanteloup-les-Vignes au moment des émeutes urbaines de 1991 et initie la « médiation sociale ».
Fondateur et directeur de l'association « Le Valdocco », à Argenteuil, directeur de l'Institut de Formation aux Métiers de la Ville à Argenteuil, il devient chargé de mission au Conseil général des Yvelines. En septembre 2004, il rejoint Tassin-la-Demi-Lune, à l'ouest de Lyon, où il monte une antenne du Valdocco et reprend un atelier chantier d'insertion, ARPPE, devenue ACIRPE en 2007. Très impliqué dans le scoutisme, il est aumônier de groupes Scouts et Guides de France à Tassin-la-Demi-Lune et à Lyon.
Connu pour ses nombreuses conférences et ses ouvrages, sur le thème de l'éducation et des actions de prévention, Jean-Marie Petitclerc est membre du comité de parrainage de la Coordination française pour la Décennie de la culture de paix et de non-violence. Il a créé de nombreux mouvements et associations, notamment Teamville et Campobosco.
En juin 2007, il est nommé chargé de mission au cabinet de Christine Boutin, ministre du Logement et de la Ville, responsable de la coordination des acteurs locaux, poste qu'il quitte début février 2009, pour se consacrer pleinement à la direction de l'association Le Valdocco, et notamment à Laurenfance, le foyer pour jeunes en difficulté ouvert à Tassin la Demi-Lune par l'association.

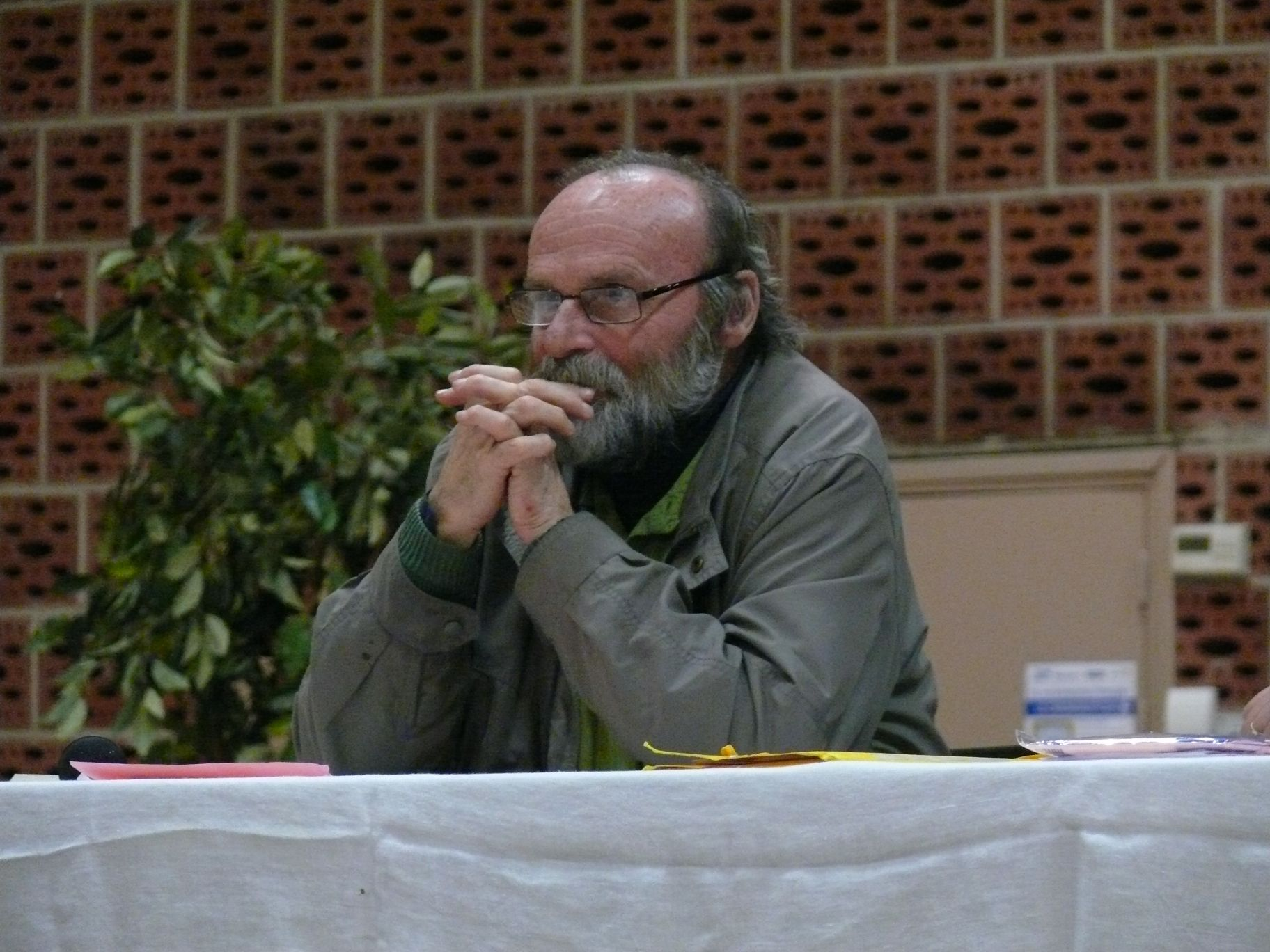
Jean-Marie Petitclerc à une conférence à Lille en 2012.

En septembre 2009, Jean-Marie Petitclerc devient le supérieur de la communauté salésienne de l'Institution Notre-Dame des Minimes, établissement scolaire privé lyonnais. Il est également le supérieur de la communauté salésienne Dominique Savio de Tassin-la-Demi-Lune, en 2004. En 2013, il reçoit le prix de l'éthique. En 2014, il prend sa retraite professionnelle et quitte la direction du Valdocco. En 2015, il devient responsable salésien dans le collège privé du prieuré de Binson à Châtillon-sur-Marne.
Depuis 2017, vicaire provincial de la province de France et Belgique-sud des salésiens de Don Bosco, Jean-Marie Petitclerc réside à Paris. Parallèlement, il fonde le réseau « Don Bosco Action Sociale ».

## Ouvrages
| - Éduquer aujourd'hui pour demain : quels repères pour une pratique chrétienne de l'éducation ?, Mulhouse, Éditions Salvator, 1988 (ISBN 2-7067-0109-9) - Cette prévention dite spécialisée, Paris, Fleurus, 1988 (ISBN 2-215-01091-6), avec Victor Girard et Jean Royer - Respecter l'enfant : réflexion sur les droits de l'enfant, Mulhouse, Salvator, 1989 (ISBN 2-7067-0153-6) - Le pari éducatif : conflit, handicap, maladie, Paris, Centurion, 1991 (ISBN 2-227-20218-1), avec José Davin - Dire Dieu aux jeunes d'aujourd'hui, Caen, éd. Don Bosco, 1994 (ISBN 2-9062-9553-1) - La banlieue de l'espoir, Paris, éd. Don Bosco, 1995 (ISBN 2-906295-61-2) - Dire Dieu aux jeunes, Mulhouse, Salvator, 1996 (ISBN 2-7067-0169-2) - Le jeune, l'éducateur et la loi, Paris, éd. Don Bosco, 1998 (ISBN 2-9062-9576-0) - La violence et les jeunes, Paris, Salvator, 1999 (ISBN 2-7067-0213-3) - Les nouvelles délinquances des jeunes : violences urbaines et réponses éducatives, Paris, Dunod, 2001 (ISBN 2-10-004681-0) - Le Valdocco d'Argenteuil, Paris, éd. Don Bosco, 2001 (ISBN 2-9062-9593-0) - L'IFMV Valdocco, Institut de formation aux métiers de la ville, Paris, éd. Don Bosco, 2001 (ISBN 2-914547-00-5) - Pratiquer la médiation sociale : Un nouveau métier de la ville au service du lien social, Paris, Dunod, 2002 (ISBN 2-10-004817-1) - Et si on parlait de la violence ?, Paris, Presses de la Renaissance, 2002 (ISBN 2-85616-854-X) - Y'a plus d'autorité, Ramonville-Saint-Agne, Erès éd., 2003 (ISBN 2-7492-0214-0) | - Spiritualité de l'éducation : Lecture éducative de pages évangéliques, Paris, éd. Don Bosco, 2003 (ISBN 2-914547-13-7) - Et si on parlait du suicide des jeunes, Paris, Presses de la Renaissance, 2004 (ISBN 2-7509-0048-4) - Enfermer ou éduquer ? : les jeunes et la violence, Paris, Dunod, 2004 (ISBN 2-10-007379-6) - Mon combat contre la violence : entretiens avec Yves de Gentil-Baichis, Paris, Bayard, 2005 (ISBN 2-227-47396-7) - Éducation non violente, Saint-Maurice (Suisse), édition Saint-Augustin, 2005 (ISBN 2-88011-384-9) - Tu peux changer le monde !, Paris, Salvator, 2006 (préface rédigée par Jean-Marie Petitclerc; auteurs : Charles Delhez, Nadine Monsée-Deglin, Bernadette Wiame, et al.) (ISBN 2-7067-0416-0) - Accompagner un jeune blessé : sur le chemin d'Emmaüs, Nouan-le-Fuzelier, éd. des Béatitudes, 2006 (ISBN 2-84024-257-5) - Chemin de croix, Paris, Salvator, 2007 (ISBN 978-2-7067-0472-7) - Prières glanées, Namur/Paris, Fidélité, 2007 (ISBN 978-2-87356-366-0) - À la rencontre des jeunes ... au puits de la Samaritaine, Paris, Salvator, 2007 (ISBN 978-2-7067-0522-9) - Lettre ouverte à ceux qui veulent changer l'école, Paris, Bayard, 2007 (ISBN 978-2-227-47651-6) - Pour en finir avec les ghettos urbains, Paris, Salvator, 2009 (ISBN 978-2-7067-0650-9) - Pourquoi je suis devenu ... prêtre et éducateur, Montrouge, Bayard, 2009 (ISBN 978-2-227-47901-2), propos recueillis par Pierrette Rieublandou - La pédagogie de Don Bosco, Salvator, 2016 (ISBN 978-2-7067-1401-6) - Prévenir la radicalisation des jeunes, Salvator, 115 p., 2017 (ISBN 978-2-7067-1511-2) - Vivre la transmission, Salvator, 2024 (ISBN 978-2-7067-2745-0) - Combattre l'hyperviolence, relever le défi éducatif, Desclée de Brouwer, 2025 (ISBN 978-2-220-09908-8) |